# كهوف نبتون
كهوف نبتون (بالفرنسية: Grottes de Neptune)‏، وتعرف أيضًا باسم (بالفرنسية: Grottes de l'Adugeoir)‏، هي سلسلة كهوف طبيعية تقع في بلدية كوفين، بلجيكا. وقتع الكهوف على نهر أو نوار، أحد روافد نهر الميز.
الكثير من الجاويف يمكن وصول العامة إليها عن طريق رحلات منظمة باستخدام القوارب في النهر.

## روابط خارجية
- الموقع الرسمي